# Rosières-aux-Salines
 Rosières-aux-Salines  es una población y comuna francesa en la región de Lorena, departamento de Meurthe y Mosela, en el distrito de Nancy y cantón de Saint-Nicolas-de-Port.

## Demografía
| 2550 | 2584 | 2604 | 2830 | 2946 | 2839 |
| Para los censos de 1962 a 1999 la población legal corresponde a la población sin duplicidades (Fuente: INSEE [Consultar]) |      |      |      |      |      |

## Personas vinculadas
- Lugar de nacimiento del matemático Marc Antoine Parseval.